# Rubus georgicus
Rubus georgicus es una especie de planta del género Rubus, perteneciente a la familia Rosaceae.

## Taxonomía
Rubus georgicus fue descrita por Wilhelm Olbers Focke en 1903.

## Distribución
Se encuentra en el territorio de Gran Bretaña.